# Dictyanthus altatensis
Dictyanthus altatensis là một loài thực vật có hoa trong họ La bố ma. Loài này được (Brandegee) W.D.Stevens mô tả khoa học đầu tiên năm 2000.